# Heinrich Eberbach
Heinrich Eberbach (ur. 24 listopada 1895, zm. 13 lipca 1992) – niemiecki generał wojsk pancernych. Służył podczas I i II wojny światowej.

## Odznaczenia
- Krzyż Żelazny
  - II klasa
  - I klasa
- Krzyż Rycerski Krzyża Żelaznego z Liśćmi Dębu
  - Krzyż Rycerski (4 lipca 1940)
  - 42. Liście Dębu (31 grudnia 1941)